# Usine Leroy (Saint-Fargeau-Ponthierry)
Pour les articles homonymes, voir Usine Leroy.
L'ancienne usine Leroy de Saint-Fargeau-Ponthierry fut le fer de lance de la production de papiers peints pendant une grande partie du XXe siècle.

## Historique

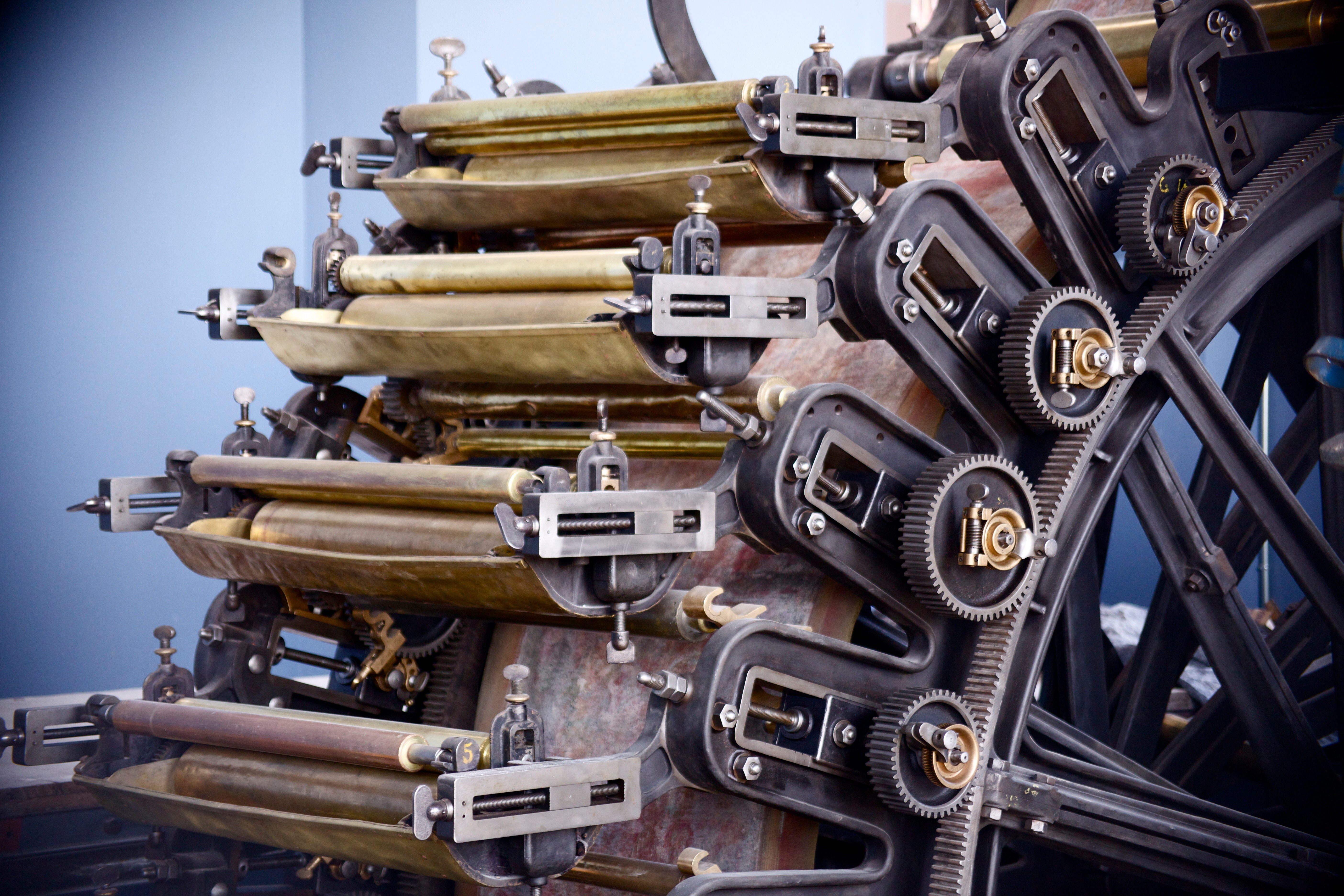
La machine aux 26 couleurs.

Fondée en 1842 au 59 rue La Fayette à Paris par Louis-Isidore Leroy (1816-1899), la manufacture des papiers peints Leroy se fait connaître par ses innovations techniques et la richesse des motifs employés pour l'impression des papiers peints. En 1879, l'entreprise s'étend dans des bâtiments situés 7 et 9 rue du Château-Landon puis par une usine à vapeur au 11 rue du Château-Landon. L'usine est expropriées par les chemins de fer de l'est en 1912 et est alors transférée à Saint-Fargeau-Ponthierry, où la famille Leroy qui a des racines dans la région, achète la grande parcelle de terre dénommée « le Bas de la Seine » en 1912, et confie à l'architecte Paul Friesé la construction d'une usine plus vaste et plus moderne.
En marge de l'usine est aussi construite une cité ouvrière, dont les maisons sont toujours habitées.
Le fils et le petit fils de Louis-Isidore Leroy lui succéderont à la tête de l'usine Leroy.
Lors de la Seconde Guerre mondiale, l’usine fut réquisitionnée par l'industrie française puis par l’occupant allemand pour la construction de moteurs d’avions et, le 1er août 1944, elle fut lourdement bombardée par les troupes alliées.
L'usine subit la crise de 1973 et s'adapte mal aux nouvelles techniques et aux nouveaux marchés.  Elle ferme définitivement en 1982, mettant fin à plus d'un siècle d'innovation.
Le bâtiment et les machines de la centrale électrique font l’objet d’une inscription au titre des monuments historiques par arrêté du 22 avril 1986. Les façades et les toitures du bâtiment de la centrale électrique font eux l’objet d’une inscription par arrêté du 13 novembre 2006.

## La machine aux 26 couleurs
La pièce maîtresse des usines Leroy est la machine aux 26 couleurs, une machine capable d'imprimer des rouleaux de papier en 26 couleurs simultanément.
Fabriquée en 1877, cette machine fut présentée par Isidore Leroy lors de l'Exposition Universelle de 1878.  Fort de ses innovations passées, il est alors rapporteur de son groupe à l'exposition et ne peut donc concourir.  Mais sa présentation d'un motif imprimé en 26 couleurs - chiffre record à l'époque - fait l'admiration de tous, et la machine acquiert une renommée internationale.
La machine est classée au titre objet des monuments historiques par arrêté du 23 mars 2003.

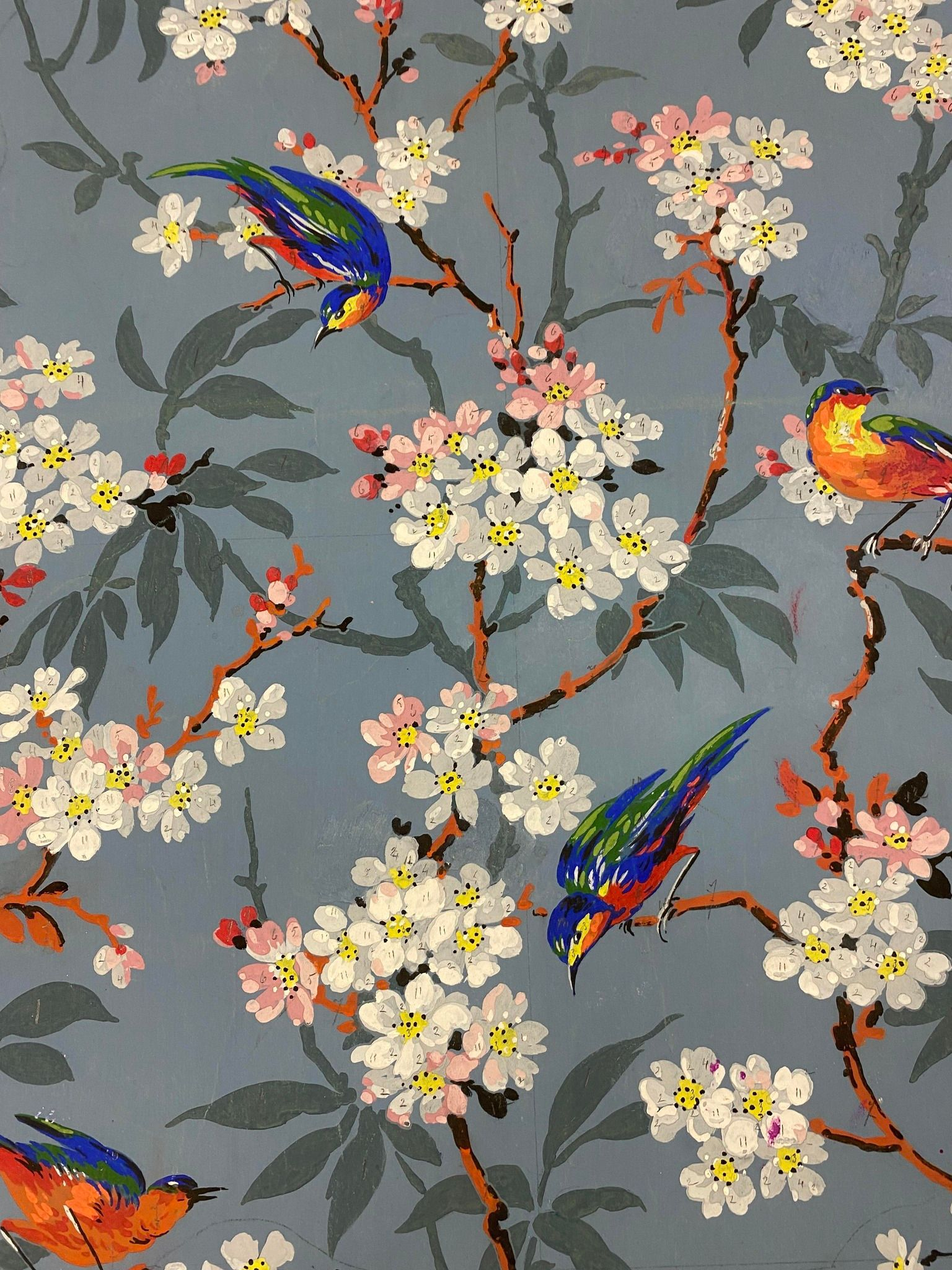
Maquette de papier peint Isidore Leroy.

## Personnalités
- Pierre-Laurent Baeschlin (1886-1958), artiste peintre, travailla à la création de papiers peints pour la maison Leroy dans les années 1925-1930[6].

## La réhabilitation en espace culturel

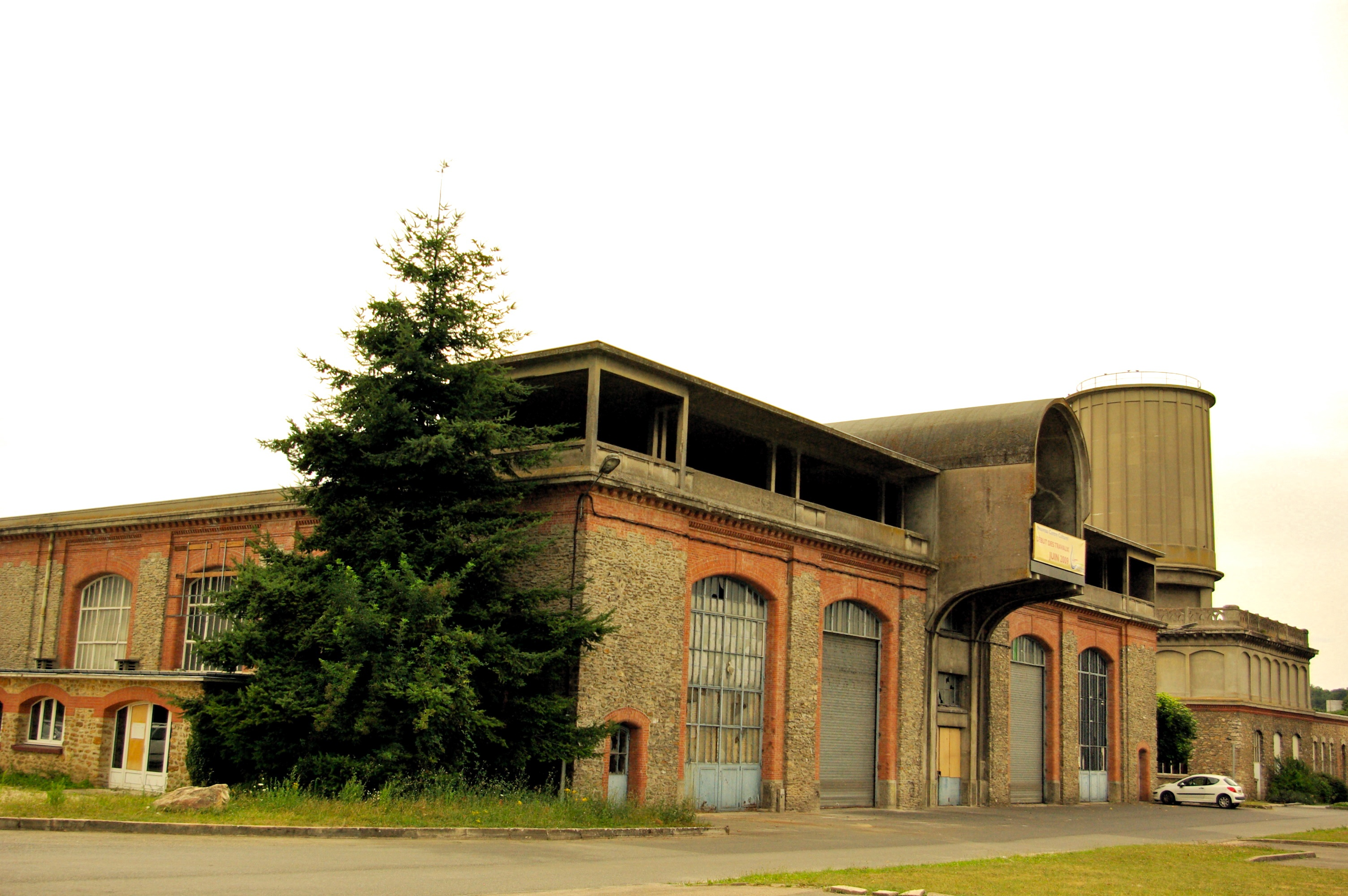
La centrale électrique des usines Leroy, avant sa réhabilitation.

Dans les années 2000, la commune de Saint-Fargeau-Ponthierry rachète les anciennes usines Leroy pour les sauver de la destruction, et conçoit un plan de réhabilitation en espace culturel.  Après trois années de travaux mené par l'agence Philippe Prost, l'espace culturel « Les 26 couleurs » est inauguré en juin 2011 et ouvert au public en septembre 2011.